# Thames Valley Police
Die Thames Valley Police (deutsch Themse-Tal-Polizei) ist die Territorialpolizei, die für die Polizeiarbeit in den Grafschaften Berkshire, Buckinghamshire und Oxfordshire zuständig ist.
Sie ist die größte nicht-metropolitane Polizeibehörde in England und Wales und deckt 5745 km² und eine Bevölkerung von 2,42 Millionen Menschen ab.

## Geschichte
Vor dem Municipal Corporations Act von 1835 gab es alte Methoden zur Aufrechterhaltung von Recht und Ordnung durch Parish Constables oder Quasi-Polizeiorgane, die ein breites Spektrum von Aufgaben wahrnahmen. Die moderne Polizeiarbeit im Thames Valley lässt sich auf das Gesetz von 1835 zurückführen, als eine Reihe von Gemeinden Polizeikräfte einrichteten. Die Newbury Borough Police zum Beispiel war schon bald nach der Verabschiedung des Gesetzes als kleine Polizeieinheit tätig. Die Polizei war eine von etwa zwanzig Polizeidienststellen in den Bezirken, die später mit der Polizei der jeweiligen Grafschaft zusammengelegt wurden. Dies waren Buckinghamshire Constabulary, Oxfordshire Constabulary, Berkshire Constabulary, Reading Borough Police und Oxford City Police, die 1857, 1857, 1856, 1836 bzw. 1868 gegründet wurden. Unter dem Police Act 1964 wurden diese fünf Polizeibehörden am 1. April 1968 zur Thames Valley Constabulary zusammengelegt.
Die Thames Valley Police hat ihren Namen nur einmal in ihrer Geschichte geändert, und zwar 1971 von Thames Valley Constabulary in Thames Valley Police, eine bei den meisten Polizeikräften übliche Änderung, die sie leichter zugänglich macht.
Das lateinische Motto der Thames Valley Police lautet: „Sit pax in valle tamesis“, was so viel bedeutet wie „Es möge Frieden im Themse-Tal herrschen“, und ihr Slogan lautet „Verringerung von Kriminalität, Unordnung und Angst“. Das Wappen der Thames Valley Police setzt sich aus Elementen der Wappen der fünf Gründungspolizeibehörden zusammen, darunter ein blauer Fluss, der die Themse darstellt, und fünf Kronen, die die fünf Gründungsstreitkräfte symbolisieren. Der Hirsch ist ein Symbol für die Grafschaft Berkshire, der Ochse ein Symbol für die Grafschaft Oxfordshire und der Schwan ein Symbol für die Grafschaft Buckinghamshire. Zusammen stehen sie für die zeremoniellen Grafschaften des Einsatzgebiets.

### Polizeichefs
- Thomas Hodgson (1968–1970)
- David Holdsworth (1970–1978)
- Peter Imbert (1979–1985)
- Colin Smith (1985–1991)
- Charles Pollard (1991–2002)
- Peter Neyroud (2002–2007)
- Sara Thornton (2007–2015)
- Francis Habgood (2015–2019)
- John Campbell (2019–2023)
- Jason Hogg (2023 – heute)

## Governance
Die Thames Valley Police wird von einem lokal gewählten Thames Valley Police and Crime Commissioner beaufsichtigt. Der amtierende Polizeipräsident ist Matthew Barber, ein Kandidat der Conservative Party, der im Mai 2021 gewählt wurde. Der police and crime commissioner wird vom Thames Valley Police and Crime Panel kontrolliert.
Thames Valley wurde früher von einer Polizeibehörde beaufsichtigt, die aus 19 Mitgliedern bestand, die sich aus Stadträten, Mitgliedern von Gebietskörperschaften, Unabhängigen und einem Richter zusammensetzten.

## Organisation
Im April 2011 übernahm die Polizei ein lokales Polizeimodell und wurde in zwölf lokale Polizeireviere (Local Policing Areas, LPAs) aufgeteilt, die jeweils von einem Superintendent oder Chief Superintendent geleitet werden. Diese bestehen aus einem oder zwei Gemeindebezirken. Die LPAs sind ihrerseits in eine Reihe von „Nachbarschaften“ unterteilt, die auf Bezirken und Gemeinden basieren.

### Lokale Polizeibezirke
- Milton Keynes
- Aylesbury Vale
- Cherwell und West Oxfordshire
- Oxford
- South Oxfordshire und Vale of White Horse
- South Buckinghamshire
- Slough
- Windsor und Maidenhead
- Bracknell und Wokingham
- Reading
- West Berkshire

Jedes Gebiet ist für die Bereitstellung von Reaktionspolizei, Nachbarschaftspolizeiteams und einer lokalen Abteilung für vorrangige Kriminalität und Kriminalpolizei (CID) zuständig. Andere Funktionen, die früher auf lokaler Ebene angesiedelt waren, werden jetzt auf der Ebene der Polizeizentrale im Rahmen eines Shared-Service-Ansatzes wahrgenommen, wobei die Ressourcen je nach Bedarf im gesamten Polizeigebiet eingesetzt werden.

### Teams der Polizeizentrale
Von der Polizeizentrale aus wird eine Reihe von Teams geleitet, deren Mitarbeiter an verschiedenen Orten in der Region eingesetzt werden:
- Major Investigation Team
- Kontrolle und Kommunikation
- Polizeihundeabteilung
- Terrorismusbekämpfungseinheit
- Polizeilicher Nachrichtendienst (UK)